# Смаглеевка
Смагле́евка — село в Кантемировском районе Воронежской области России, расположенное в 12 км к северо-западу от райцентра.
Административный центр Смаглеевского сельского поселения.

## География

### Улицы
| - ул. 50 лет Октября, - ул. Восточная, - ул. Дорожная, - ул. Комсомольская, - ул. Линейная, - ул. Луговая, - ул. Мира, - ул. Набережная, | - ул. Новоселовка, - ул. Первомайская, - ул. Подгорная, - ул. Почтовая, - ул. Садовая, - ул. Советская, - ул. Степная, - ул. Южная, | - пер. Весёлый, - пер. Заречный, - пер. Зелёный. |

## История
Возникло село в 1760 году, в связи с переходом жителей слободы Талы на новое место жительства. На берегах реки Богучарки в двух местах основали они два хутора. В 1772 году в них было 42 двора. Вскоре эти хутора объединились. В 1786 году поселенцы построили церковь. Отсюда в 1812 году в народное ополчение на битву с французами ушли 15 рекрутов.
Летом 1821 года жители села просили царя дать им разрешение на переселение в Астраханскую губернию. Просьба их частично была удовлетворена. В 1823 году построена каменная Покровская церковь. В 1886 году в селе появилась маслобойка. С 1894 года открыта уездная школа, в которой в 1910 году обучалось 100 учеников. Ежегодно в селе проводилось 4 ярмарки.
В 1900 году здесь было 382 двора и 2670 жителей. Родом из села революционерка Анна Андреевна Ланина (1883 – 1948), сподвижница В. И. Ленина. В 1910 году она была арестована и отправлена в Вологодскую губернию, где познакомилась с поднадзорным В. Н. Подбельским, вскоре вышла за него замуж. Работала в Москве, Петрограде, Саратове, была другом Н. К. Крупской, неоднократно гостила в семье В. И. Ленина.
В 1911 году на церковных землях площадью 5 десятин было заложено Смаглеевское опытное поле. После революции на базе этого опытного хозяйства возник совхоз.
Советская власть в селе установлена весной 1918 года. 26 мая 1918 года в связи с наступлением немцев на Кантемировку жители села оказали захватчикам вооружённое сопротивление. Спешно были созданы партизанские отряды, которые вскоре влились в Богучарский полк. Их командиром стал уроженец этих мест Ф. И. Шенцев, будущий помощник командира 358-го полка Богучарской дивизии.
После гражданской войны в марте 1921 года в селе создана сельскохозяйственная артель «А_ор», при ней детсад «Спасение ребёнка» для беспризорных детей красноармейцев, погибших в годы войны. В мае 1922 года из Покровской церкви для нужд голодающих было изъято 10 фунтов 78 золотников серебра.
В 1926 году в Смаглеевке было 489 дворов, 3005 жителей, школа с тремя учителями, почтовое отделение. Село было телефонизировано, связано с Кантемировкой. В 1929 году здесь возник ТСОЗ «Красный партизан» и другие артели. В 1930 году все они влились в колхоз имени Калинина. Ныне этот колхоз располагает 7535 га пахотной земли. Основными отраслями его хозяйствования являются растениеводство и животноводство.
В годы Великой Отечественной войны из села на фронт ушёл 281 человек, не вернулось с полей сражений из сёл Смаглеевки и Скнаровки 335 человек.
По состоянию на 1995 год, в селе 414 дворов и 1112 жителей, имеется Дом культуры, средняя школа, почтовое отделение, несколько магазинов. 

## Население
| 1859 | 1900  | 1926  | 2007  | 2010  | 2011  |
| ---- | ----- | ----- | ----- | ----- | ----- |
| 1711 | ↗2670 | ↗3005 | ↘1090 | ↘1042 | ↗1044 |

## Смаглеевка сегодня
Летом 2014 года один из жителей села благоустроил место отдыха на речке Богучарке в селе. Теперь там есть открытая площадка для дискотек и других мероприятий, беседка и трамплин.
9 октября 2015 года в Смаглеевке открыли новую спортивную площадку, а в ноябре - новый фельдшерско-акушерский пункт.

## Известные жители и уроженцы
- Бойченко, Алексей Андреевич (1928 — ?) — Герой Социалистического Труда.